# Rob Sorcher
Rob sorcher (Robert Sorcher) es vicepresidente ejecutivo y director de contenido en Cartoon Network, comenzando su trabajo en 2008 (pero promovido en 2013). Es productor de We Bare Bears, Emmy y Peabody-winning Adventure Time, Clarence, Regular Show, Steven Universe, Over the Garden Wall, The Powerpuff Girls y Ben 10. ComoJefe de contenido, supervisa estrategia digital, juegos y desarrollo de contenido original para Cartoon Network.

## Carrera
Rob Sorcher actualmente supervisa Cartoon Network Studios en Los Ángeles, donde es productor ejecutivo de contenido dirigido por artistas para distribución mundial a 192 países y 370 millones de hogares, y administra todo el contenido, incluidos CN Games [5] [6] y la aplicación insignia CN.
La carrera de Sorcher trabajó con varias compañías publicitarias como Gray Advertising, Griffin-Bacal y Benton & Bowles.
También trabajó para AMC Network como vicepresidente ejecutivo de programación y producción. Se le atribuye el liderazgo de la red a un enorme crecimiento, gracias a su introducción de originales con guion y series galardonadas con el Emmy como Mad Men, Breaking Bad'' y la miniserie Broken Trail''.
Antes de AMC, Sorcher fue vicepresidente ejecutivo y gerente general de USA Network'' por un corto tiempo antes de ser reemplazado por el repentino nombramiento de Doug Herzog, quien fue nombrado presidente de la red en 2001.
Sorcher también se había desempeñado como EVP de Programación / Producción en Fox Family Channel, y anteriormente en su carrera trabajó como el primer Gerente General de Cartoon Network con la creación de su proyecto de variedad The Cartoonstitute.